# Coll Moixer
El Coll Moixer és una collada situada a 1.559,1 m alt del terme comunal de Prats de Molló i la Presta, de la comarca del Vallespir, a la Catalunya del Nord. És al centre de la zona nord-oest del terme de Prats de Molló i la Presta, a l'est de la Collada del Reboller i al nord-oest del Coll Moixer, al capdamunt, migdia, del Bac d'en Jalàs, a la carena que limita pel sud la Vall de Cal Cabós.